# Gassa d'amante
La gassa d'amante, chiamata anche nodo di Bulin, nodo bolina, nodo bulino, cappio del bombardiere, o semplicemente gassa, è un nodo ad occhiello. Questo tipo di nodo può essere eseguito su qualsiasi tipo di cima o corda. Benché sia conosciuta anche come "il nodo che non slitta mai", può presentare qualche problema con le cime elastiche in caso di cicli di carico e scarico a bassa tensione. Pregio principale di questo nodo è di non essere scorsoio, ma allo stesso tempo non si stringe mai troppo, e nonostante sia generalmente molto sicuro, può essere sciolto facilmente, anche quando il cavo è bagnato.
La gassa d'amante è uno dei nodi più utili e di facile realizzazione: può essere eseguito velocemente anche con una sola mano e per questo motivo viene spesso utilizzato in situazioni d'emergenza.
La gassa d'amante, come gli altri nodi ad occhiello, può essere fatta per essere successivamente passata sopra un oggetto come una bitta. Diversamente da molti altri nodi ad occhiello, la gassa permette che il corrente passi attraverso un anello prima che il nodo sia legato. Questa caratteristica unica della gassa, la rende un conveniente nodo ad occhiello e un nodo di cui tutti dovrebbero acquisire la padronanza. Una gassa legata ad un'altra è un modo per unire due cime, anche se molti altri nodi preservano maggiormente la resistenza iniziale del cavo.
La gassa d'amante, in una sua versione detta "bulino infilato" o "bulino ripassato", è alle volte usata dagli scalatori per allacciare la corda all'imbrago. Il vantaggio della gassa d'amante in questo caso è che il nodo è facile da slegare anche dopo che è stato caricato e quindi stretto (per esempio in seguito ad una caduta). Lo svantaggio è che, mentre è un nodo molto forte sotto carico, ha una tendenza ad allentarsi e a slegarsi quando è scarico e agitato per un po', come potrebbe accadere durante una scalata. Ecco perché in questo ambito non viene mai utilizzata una gassa d'amante semplice.

## Storia
Nel Seaman's Grammar di John Smith (pubblicato nel 1627), forse per la prima volta compare un riferimento scritto a questo tipo di nodo.

## Struttura
La struttura della gassa d'amante è identica a quella del nodo bandiera, ma con un'estremità connessa con il corrente di una delle linee. Se si prende una gassa d'amante e si taglia l'occhiello si ottiene un nodo bandiera. Avendo un nodo base così forte al suo interno, la gassa d'amante risulta essere assai resistente.

## Usi

### Nautica
- Usato principalmente per fare un'asola provvisoria su una cima, ovvero corda.
- Utilizzato per rizzare (fissare) oggetti che possono cadere fuori bordo.
- Per legare le scotte e le drizze delle vele, per legare l'ancora, per l'ormeggio in bitta, come paranco, caricabasso, per intugliare, ovvero congiungere due cime e per fissare, o fissarsi a, qualsiasi cosa dotata di occhiello, anello, caviglia, briccola.
- Può essere usato come nodo di salvataggio, perché può essere eseguito velocemente e permette di cingere una persona senza che questa venga stritolata richiamando la cima. Può anche essere eseguito con una sola mano e nella sua versione spagnola e portoghese, con due asole anziché una soltanto, viene usato per sollevare le persone in caso di situazioni pericolose. Difatti la versione Gassa d'amante spagnola, che a differenza di quella portoghese ha le due asole che restano fisse e non scorrevoli, prende anche il nome di Nodo del Pompiere.

### Arrampicata e alpinismo
In arrampicata e alpinismo viene chiamato nodo bulino e ha molteplici usi in varie manovre di corda. Si può usare al posto dell'otto ripassato per collegare la corda all'imbrago (bulino infilato o inseguito), per la costruzione di un imbrago d'emergenza (bulino doppio con bretella) o per la chiusura di un anello intorno ad alcuni ancoraggi naturali. L'uso del bulino in alpinismo e in arrampicata va sempre accoppiato con un nodo di blocco da eseguire sul ramo corto, in quanto questo nodo presenta una certa tendenza a sciogliersi spontaneamente, soprattutto se non eseguito correttamente (non "ribaltato"). A causa di questo rischio in ambito alpinistico l'uso del bulino è estremamente ridotto.

## Esecuzione
La si può annodare in uno svariato numero di modi, anche al volo, intorno ad un oggetto o una persona.

### Metodo classico

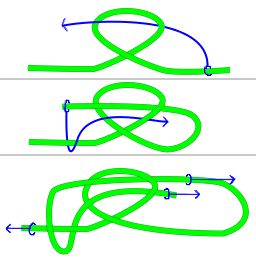
Gassa d'amante passo a passo (metodo classico)

- Formare un occhiello passando sopra il dormiente (a sinistra nella figura) ricordandosi di lasciare abbastanza cima per completare il nodo.
- Formare l'occhiello principale della dimensione desiderata con il corrente e far passare il corrente, da sotto, nel primo occhiello formato
- Passare con il corrente dietro il dormiente e rientrare nel primo anello da sopra
- Con una mano tenere il corrente e l'occhiello principale, e con l'altra tirare il dormiente, stringendo il nodo

Esiste una filastrocca per fare il nodo:
il primo occhiello è la tana del lupo. La tana del lupo è eseguita come una P rovesciata. La parte corta la teniamo verticale e la parte lunga orizzontale. La verticale sopra l'orizzontale.
La verticale è l'albero, l'orizzontale è il serpente.
"Il serpente entra nella tana del lupo dal basso verso l'alto.
Gira attorno all'albero e torna nella tana del lupo dall'alto al basso." La gassa è fatta!

### Metodo lampo (anche detto Jedi)

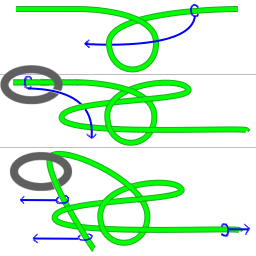
Gassa d'amante (metodo lampo)

- Formare un occhiello passando sopra il dormiente (a destra nella figura) ricordandosi di lasciare abbastanza cima per completare il nodo (prima immagine).
- Far passare il dormiente da sopra all'interno dell'occhiello e farlo ripassare all'interno dello stesso occhiello in modo da creare un altro occhiello (seconda immagine).
- Passare il corrente (dopo averlo fatto passare eventualmente dentro un anello o intorno ad un oggetto) da sotto dentro l'ultimo occhiello del dormiente formatosi nel secondo passaggio (seconda immagine).
- Prendere il corrente, con il relativo occhiello, ed il dormiente, tirandoli il nodo si capovolgerà formando una gassa d'amante (terza immagine).